# Julio Jaramillo

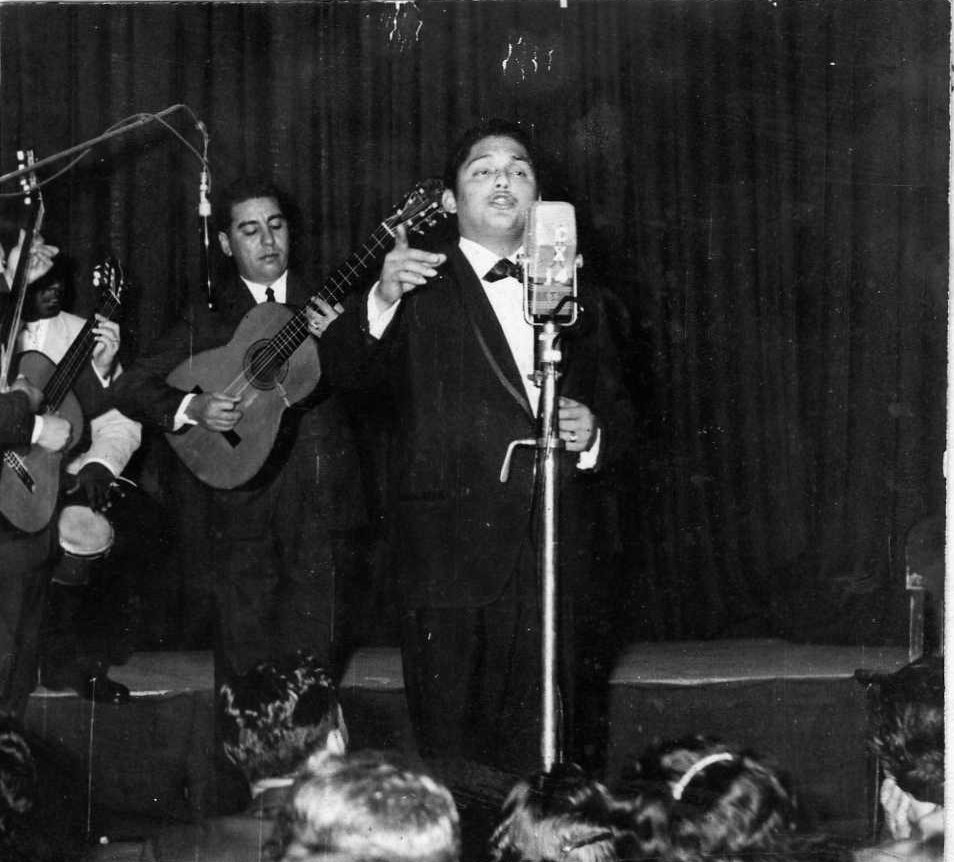
Julio Jaramillo

Julio Alfredo Jaramillo Laurido (* 1. Oktober 1935 in Guayaquil, Ecuador; † 9. Februar 1978 ebenda), genannt J. J., war einer der bedeutendsten Musiker des ecuadorianischen Pasillo. Sein bekanntestes Lied, den Bolero „Nuestro juramento“ veröffentlichte er 1956.

## Leben
Julio Jaramillos Eltern waren Apolonia Laurido und Juan Jaramillo. Er musste bereits in jungen Jahren im Laden eines Schuhmachers mitarbeiten, da er aus ärmlichen Verhältnissen stammte. Er wuchs auf mit musikalischen Vorbildern wie Olimpo Cárdenas, Carlos Rubira Infante und den Guayaquil- und Villafuerte-Duetts auf.
Einen seiner ersten Achtungserfolge erzielte er nach der Aufnahme seines ersten Albums „Pobre mi madre querida“ (1955), das er im Duett mit Fresia Saaverda aufnahm. Danach nahm er zusammen mit seinem Mentor Carlos Rubira Infante den Pasillo „Esposa“ sowie im darauffolgenden Jahr den Walzer „Fatalidad“, der sowohl von allen Radiostationen Ecuadors als auch in einigen anderen Ländern gespielt wurde. Internationale Anerkennung wurde ihm allerdings nur mit dem Titel „Nuestro Juramento“ zuteil, der zu zahlreichen Konzertreisen in Lateinamerika führte.
Jaramillo kehrte schließlich 1977 nach Guayaquil zurück, allerdings in schlechtem Gesundheitszustand, so dass er bis zu seinem Tod ein Jahr später keine Auftritte absolvieren konnte. Er starb in der Nacht, nur wenige Sekunden, nachdem er über einen Witz lachen musste. Es heißt, dass in den drei Tagen bis zu seiner Beerdigung ihm über zweihunderttausend Menschen Kondolenz zeigten.
Jaramillo war Vater von 42 Kindern mit verschiedenen Frauen in verschiedenen lateinamerikanischen Ländern. 39 von ihnen wurden nach Angaben seines ältesten Sohnes Julio Jaramillo Sánchez als leibliche Kinder anerkannt. Mehrere seiner Kinder wurden später selbst bekannte Sänger und Interpreten der Werke ihres Vaters.

## Bekannte Stücke
- Nuestro juramento
- Fatalidad (Peruanischer Walzer)
- Reminiscencias
- Rondando tu esquina
- No me toquen ese vals (Peruanischer Walzer)
- Cinco centavitos
- Un disco más
- Ódiame (Peruanischer Walzer)
- Te esperaré
- Alma mía (Peruanischer Walzer)
- Los versos para mi madre
- Senderito de amor
- Bodas Negras